# قهرمانی جودو جهان ۱۹۵۶
قهرمانی جودو جهان ۱۹۵۶ نخستین دوره از رقابت‌های قهرمانی جهان می‌باشد که ۳ مه ۱۹۵۶ در توکیو، ژاپن برگزار گردید.

## خلاصه مدال‌ها

### مردان
| رویداد | طلا             | نقره                 | برنز                       |
| آزاد   | Shokichi Natsui | Yoshihiko Yoshimatsu | Henri Courtine آنتون خسینک |

## جدول مدال‌ها
| رتبه           | کشور           | طلا | نقره | برنز | مجموع |
| -------------- | -------------- | --- | ---- | ---- | ----- |
| ۱              | ژاپن (JPN)     | ۱   | ۱    | ۰    | ۲     |
| ۲              | فرانسه (FRA)   | ۰   | ۰    | ۱    | ۱     |
| ۲              | هلند (NED)     | ۰   | ۰    | ۱    | ۱     |
| مجموع (۳ کشور) | مجموع (۳ کشور) | ۱   | ۱    | ۲    | ۴     |